# Rudzica (województwo wielkopolskie)
Rudzica – wieś w Polsce położona w województwie wielkopolskim, w powiecie konińskim, w gminie Kramsk.

## Charakterystyka miejscowości
W latach 1975–1998 miejscowość położona była w województwie konińskim. Rudzicę zamieszkuje 561 osób. Razem z Długą Łąką, Morzysławiem-Kolonią oraz Rudzicą-Leśniczówką tworzy sołectwo Rudzica.
W lesie w pobliżu miejscowości niemieccy okupanci podczas II wojny światowej zabili około 2000 Żydów. Obecnie w tym miejscu znajduje się tablica ku czci ofiar. Przez miejscowość Rudzica przepływa Kanał Warta-Gopło.

## Integralne części wsi
| SIMC    | Nazwa           | Rodzaj      |
| ------- | --------------- | ----------- |
| 0288811 | Rudzica         | osada leśna |
| 0288780 | Rudzica-Kolonia | część wsi   |

## Demografia
Poniższa demografia posiada dane z 2021
| Opis                                | Ogółem | Ogółem | Kobiety | Kobiety | Mężczyźni | Mężczyźni |
| ----------------------------------- | ------ | ------ | ------- | ------- | --------- | --------- |
| Jednostka                           | osób   | %      | osób    | %       | osób      | %         |
| Populacja                           | 1049   | 100    | 518     | 49,38   | 531       | 50,62     |
| Wiek przedprodukcyjny (0–17 lat)    | 249    | 23,74  | 122     | 11,63   | 127       | 12,11     |
| Wiek produkcyjny (18–65 lat)        | 650    | 61,96  | 299     | 28,5    | 351       | 33,46     |
| Wiek poprodukcyjny (powyżej 65 lat) | 150    | 14,3   | 97      | 9,25    | 53        | 5,05      |